# Tamara de Lempicka

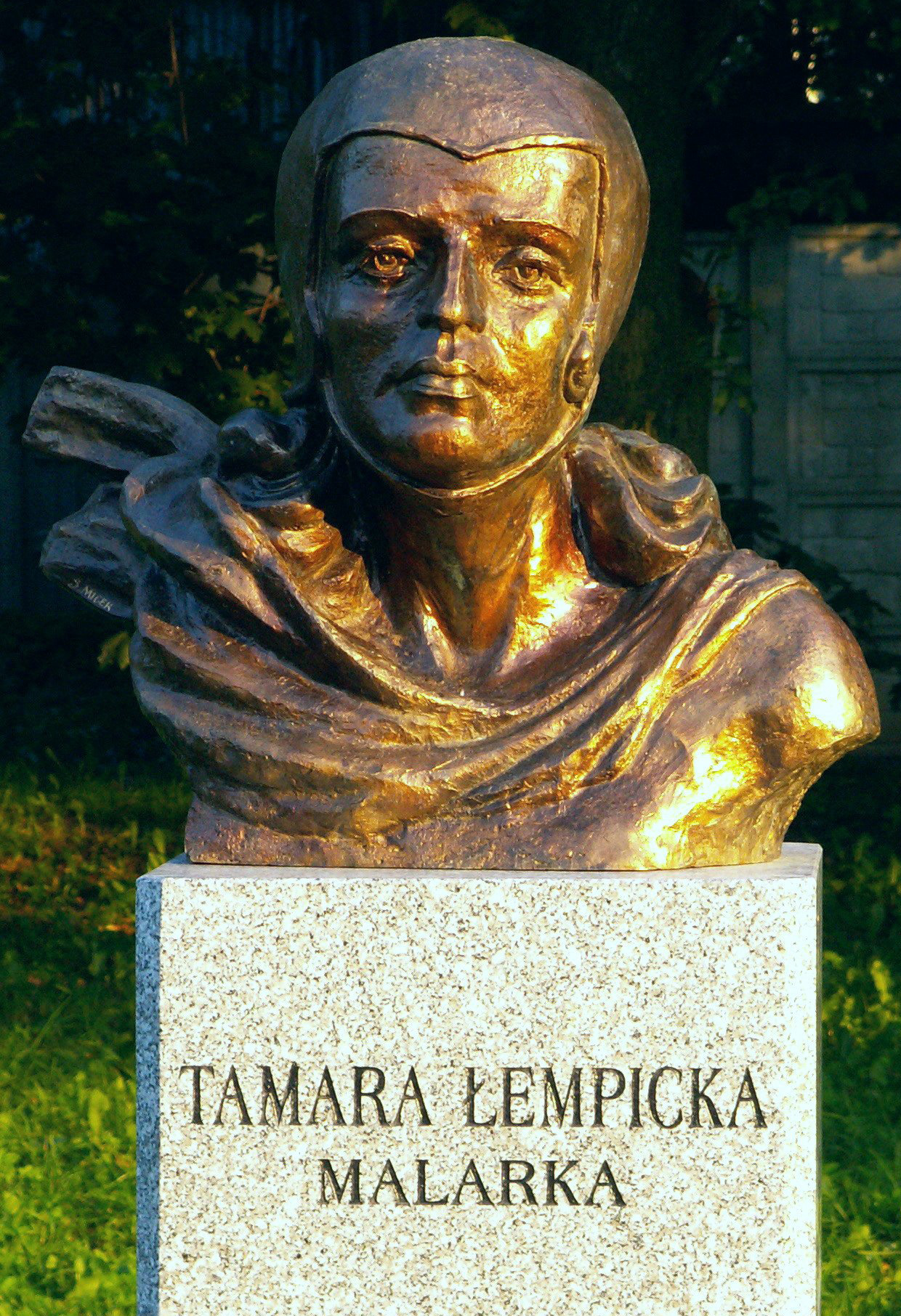
Buste van De Łempicka in Kielce

Tamara de Lempicka, geboortenaam Tamara Gorska (Warschau, 16 mei 1898 – Cuernavaca, 18 maart 1980) was een Poolse art-deco-schilderes.

## Biografie
De Lempicka werd geboren in een welvarende en vooraanstaande Poolse familie. Haar vader was advocaat, haar moeder een bekende societydame. Bepalend voor haar artistieke ontwikkeling was een reis die ze reeds in 1911 maakte naar Italië en waar ze in contact kwam met de schilderkunst van de renaissance. Na de scheiding van haar ouders in 1912 ging ze naar een internaat in Lausanne.
In 1916 huwde ze de advocaat Tadeusz Lempicki (1888-1951) en ging ze in Sint-Petersburg wonen. Na de Oktoberrevolutie (1917) vluchtten ze beiden naar Kopenhagen, waar ze in 1920 een dochter kregen, Kizette. Omdat haar man geen werk kon vinden, begon Tamara vanaf die tijd te schilderen voor hun levensonderhoud. Ze opende een kunststudio en ging in de leer bij Maurice Denis en André Lhote. Haar eerste succes had ze met haar deelname aan de internationale Parijse Exposition des arts decoratifs et industriels modernes in 1925, de eerste grote art deco-tentoonstelling. Binnen korte tijd groeide ze vervolgens uit tot een van de meest gewilde schilderessen van haar tijd. Haar schilderijen combineren een koele aan de Renaissance herinnerende zakelijkheid met zinnelijke zwoelheid. Daarbij positioneerde ze ook zichzelf als een diva van de kunst; na haar eerste succes verhuisde ze naar een luxueus appartement in Parijs en had ze diverse spraakmakende affaires. In 1928 liet ze zich van haar man scheiden en in 1933 trouwde ze met de puissant rijke Hongaarse industrieel Raoul Baron Kuffner de Diószegh (1886-1961).
In het midden van de jaren dertig viel Tamara de Lempicka ten prooi aan ernstige depressies en stagneerde haar artistieke productie. In 1939 vestigde de familie Lempicka-Kuffner zich na een korte vakantie in de Verenigde Staten en later in Mexico. Ze ging weer met hernieuwde energie aan het werk, maar haar art deco-stijl vond na de oorlog weinig weerklank meer. In de jaren vijftig probeerde ze nog wel haar stijl aan te passen aan toen populaire abstracte kunstvormen, maar ze haalde nooit meer de status die ze in de jaren twintig en dertig had. Pas vanaf het einde van de jaren zestig ontstond er weer een hernieuwde belangstelling voor haar werk niet in de laatste plaats door de toen in zwang gekomen ’postercultuur’. Tamara de Lempicka stierf in 1980 in Mexico. Haar as werd uitgestrooid over de vulkaan Popocatépetl.

## Schilderijenroof
Het voormalige Scheringa Museum voor Realisme had werk van De Lempicka in zijn collectie. Tijdens een gewapende overval op het Scheringa Museum, op 1 mei 2009, werd (naast het werk Adolescence van Dali) haar schilderij La Musicienne gestolen. Beide werken zijn in juli 2016 teruggevonden door kunstdetective Arthur Brand. Voor nader onderzoek zijn de schilderijen naar de kunstafdeling van Scotland Yard gegaan.